# Paul Iby

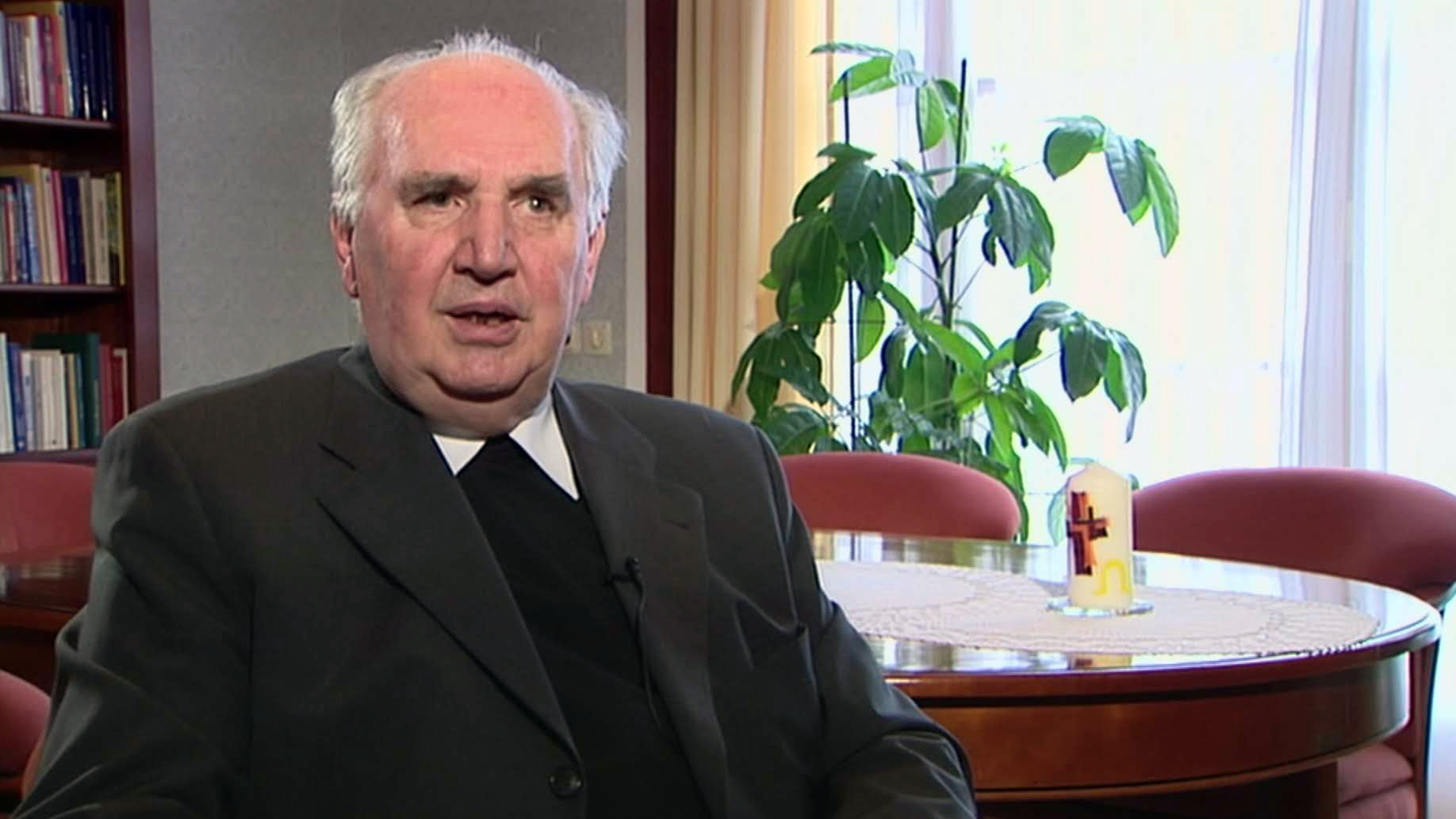
Bischof Paul Iby (2010)

Wappen von Paul Iby

Paul Iby, ungarisch Pál Iby, (* 23. Jänner 1935 in Raiding, Österreich) ist ein österreichischer Geistlicher und emeritierter Bischof von Eisenstadt.

## Leben
Paul Iby ist als zweiter Sohn eines Landwirtes ungarischer Herkunft in der burgenländischen Gemeinde Raiding geboren. 1954 maturierte er am Bundesrealgymnasium und Bundesgymnasium Mattersburg. Er hat nach Abschluss seiner theologischen und philosophischen Studien am 29. Juni 1959 das Sakrament der Priesterweihe empfangen. Weiterführende Studien an der päpstlichen Universität Gregoriana schloss er 1967 mit der Promotion zum Doktor des Kanonischen Rechts ab. Von 1967 bis 1974 arbeitete er als persönlicher Sekretär des Bischofs von Eisenstadt. Von 1969 bis 1977 leitete er die Caritas, von 1973 bis 1985 das Schulamt der Diözese Eisenstadt. Von 1974 bis 1992 war er Leiter des Bischöflichen Sekretariates, von 1977 bis 1984 Ordinariatskanzler. In den Jahren 1984 bis 1992 unterstand ihm als Generalvikar in Nachfolge von Anton Stirling die Leitung der Administration der Diözese Eisenstadt. Am 28. Dezember 1992 ernannte ihn Papst Johannes Paul II. zum Bischof von Eisenstadt. Am 24. Januar 1993 empfing Paul Iby durch seinen Vorgänger, Bischof Stephan László, die Bischofsweihe.

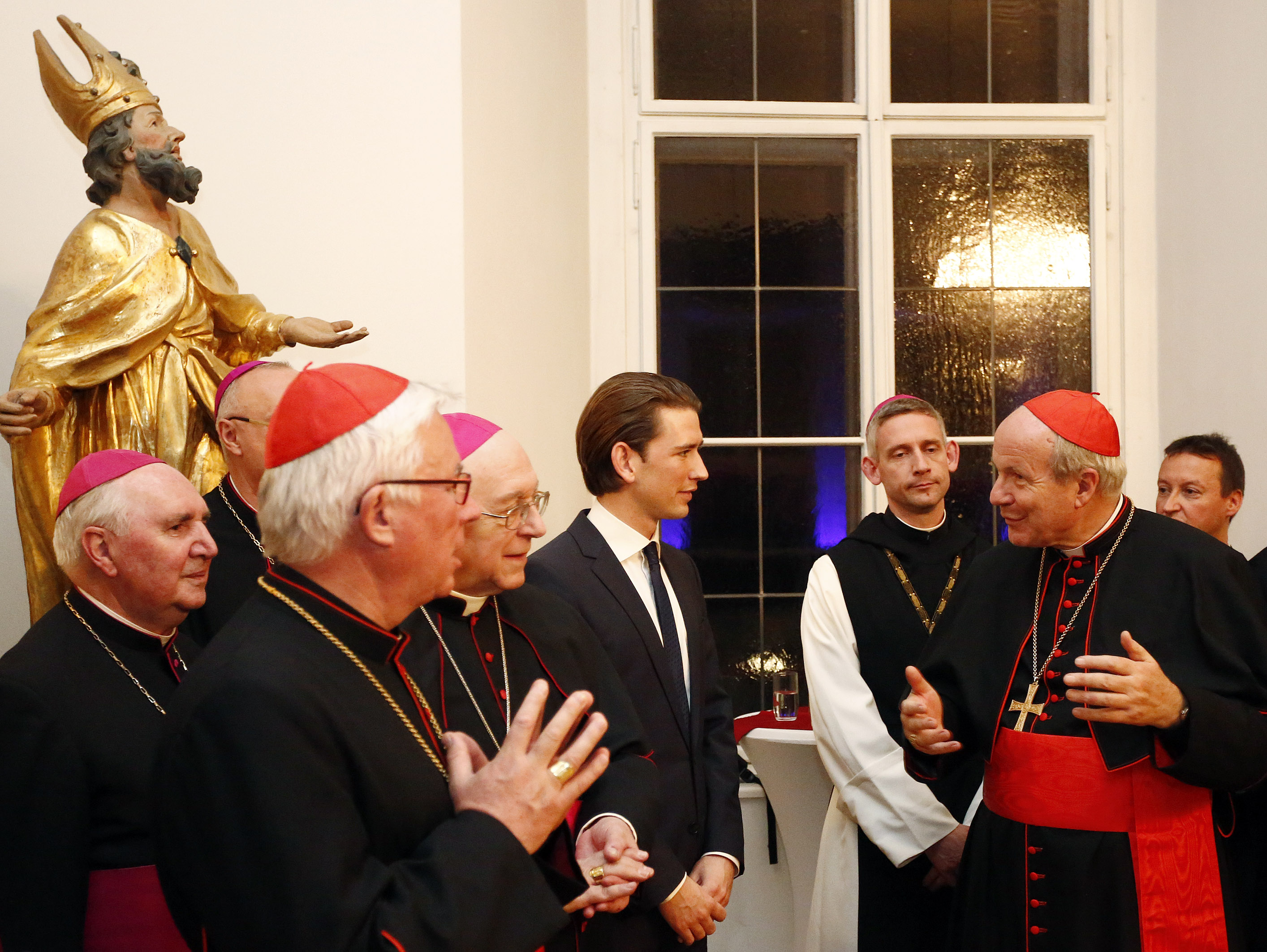
Bischof Paul Iby (links außen) im Rahmen der Österreichischen Bischofskonferenz mit Außenminister Sebastian Kurz (Mitte) und Kardinal Christoph Schönborn (rechts), 2014

Nach der Annahme seines Rücktrittsgesuches durch den Papst im Juli 2010 leitet er bis zur Amtsübernahme durch seinen Nachfolger die Diözese als Apostolischer Administrator.
Paul Iby ist Mitglied des Ritterordens vom Heiligen Grab zu Jerusalem. Seit 1998 ist er Ehrenmitglied der katholischen Studentenverbindung KaV Austro-Peisonia Wien im ÖCV.
Kurz vor seinem Rücktritt sprach sich Iby für eine Aufhebung des Pflichtzölibats aus, die seiner Ansicht nach die Seelsorge erleichtern würde. Auch eine Berufung von Frauen in das Priesteramt wollte er nicht grundsätzlich ausschließen, auch wenn sie zur Zeit „kein Thema“ sei.

## Ehrungen und Auszeichnungen
- Komturkreuz des Landes Burgenland (1991)
- Ehrenbürger von Raiding (1991)[1]
- Ehrenbürger von Eisenstadt (2000)[2]
- Komturkreuz mit dem Stern des Landes Burgenland (2003)
- Großes Goldenes Ehrenzeichen mit dem Stern für Verdienste um die Republik Österreich[3] (2006)
- Ernennung zum Großoffizier vom Heiligen Grab zu Jerusalem
- Dr. Paul Iby-Platz ⊙ in Raiding

## Werke
- Eherecht im Burgenland (1921–1938). Rechtsgeschichtliche Studie über ziviles und kirchliches Eherecht im Burgenland unter Einbeziehung der Geschichte des Eherechtes in Ungarn. Eisenstadt 1990, ISBN 3-900356-23-8.
- DE 20. Diözese Eisenstadt, 20 Jahre. Eine Diözese stellt sich vor. Hrsg. gemeinsam mit Günter Klement. Bischöfliches Ordinariat, Eisenstadt 1980.
- Orte für lebendige Liturgie an Beispielen von Kirchenraumgestaltungen der Diözese Eisenstadt von 1993–2004.   Bauamt d. Diözese Eisenstadt, Eisenstadt 2004.
- Gott und dem Leben trauen. Erinnerungen und Wegzeichen. Innsbruck/Wien 2017, ISBN 3-7022-3633-3.